# Convent de les Germanes Carmelites (Sant Hilari Sacalm)
El Convent de les Germanes Carmelites és una obra eclèctica de Sant Hilari Sacalm (Selva) inclosa a l'Inventari del Patrimoni Arquitectònic de Catalunya.

## Descripció
Edifici situat al nucli urbà, al carrer Verge dels Dolors.
Té tres plantes i fa les funcions de convent i escola. A la banda esquerra hi ha una capella ennexe.
Tota la construcció és de pedra vista i totes les obertures tenen una forma quadrangular i amb guardapols.
La capella orientada al sud, està dedicada a la Verge del Carme. Té una sola nau i és rectangular. La porta d'entrada és en arc de mig punt, i a sobre té un ull de bou, una finestra, i està coronada per un campanar d'espedanya amb una creu de ferro. A l'interior hi ha una imatge de la Verge del Carme a la zona de l'altar, i als laterals una del nen Jasús de Praga i una altra de la Verge. El sostre té un enteixinat de fusta amb motius geomètrics i amb detalls amb la cara d'àngels.

## Història
Les monges arribaren a Sant Hilari amb la necessitat de treballar en la escolarització. L'edifici està construït en uns terrenys cedits per la família Ribot.
A la capella de tant en tant s'hi fan celebracions i algun casament. L'estat de conservació de la capella és impecable, ja que periòdicament la van mantenint.